# Liste des maladies constitutionnelles de l'os
Cette page regroupe l'ensemble des maladies constitutionnelles de l'os. Les maladies constitutionnelles de l'os sont les maladies osseuses présentes dès le début de la vie embryonnaire. Elles sont donc toutes en rapport avec des anomalies du fonctionnement des gènes impliqués dans la formation de l'os, que ce soit dans des composants spécifiques de l'os ou dans des composants communs à d'autres tissus de l'organisme.
Les maladies constitutionnelles de l'os se divisent en ostéochondrodysplasies et en dysostoses.
Certaines de ces maladies ne se manifesteront que très tardivement au cours de la vie ; d'autres entraîneront le décès dès les premiers jours de la vie.

## Affections génétiques des os: remarques d'ordre pratique préalables
Nombre d’affections dites génétiques comportent une atteinte des os et du squelette.
Ce nombre va croissant et les distinctions entre dysplasies, maladies métaboliques de l'os, dysostose et syndrome malformatif s’estompent.
Dans un but de classification, les critères pathogéniques et moléculaires s’intègrent aux critères morphologiques, mais ces affections sont encore reconnues et décrites grâce aux signes cliniques et aux aspects radiologiques.
Les preuves moléculaires, non seulement conduisent à confirmer les entités individuelles et à la constitution de nouveaux regroupements, mais aussi ces preuves moléculaires permettent de décrire des entités proches mais distinctes et révèlent une hétérogénéité des mécanismes moléculaires à ce jour inattendue.
Ainsi, les preuves moléculaires ne simplifient pas nécessairement le travail nosologique et n'accroissent pas seulement le nombre des entités. Il faut en attendre une complexité croissante.
De fait, c’est bien la mise à jour et la revue des entités classiques associant atteinte du squelette et anomalies génétiques sous la forme d’une nosologie renouvelée qui peut contribuer à une assistance diagnostique pratique et favoriser la description de nouvelles entités.
Cette nosologie mise à jour stimule, enfin, tout en la canalisant, la recherche en biologie du squelette et en affections génétiques.

## Ostéochondrodysplasies létales
Les ostéochondrodysplasies létales sont :
- achondrogenèse ;
- nanisme thanatophore ;
- achondroplasie sous la forme homozygote ;
- ostéogenèse imparfaite type II ;
- syndrome côtes courtes Polydactylies type I, II et III ;
- fibrochondrogenèse ;
- hypochondrogenése ;
- syndrome de Jeune ;
- nanisme létal type Greenberg ;
- hypophosphatasie ;
- atélostéogenèse de type II ou maladie de La Chapelle ;
- dysplasie de Blomstrand ;
- Dysplasie dyssegmentaire ;
- syndrome de Raine.

## Diagnostic anténatal des ostéochondrodysplasies

### Examen échographique
Toutes les ostéochondrodysplasies ne sont pas dépistables par l'échographie de dépistage de deuxième trimestre. Car toutes ne se manifestent pas au cours de la vie fœtale. Seule une soixantaine ont des traductions échographiques précoces.
Il est souhaitable que les couples ayant la notion de maladie grave ou handicapante dans leur famille, bénéficient d'une consultation de génétique afin de connaître le risque de transmettre cette maladie et des possibilités de diagnostic par recherche de l'anomalie génétique par prélèvement de trophoblaste, amniocentèse ou ponction de sang fœtal.
Voici une liste d'études à effectuer chez un fœtus suspect d'être atteint d'une ostéochondrodysplasie :
- mesurer tous les os longs ;
- classifier le raccourcissement des membres :
  - rhizomélie (atteignant les racines des membres soit le bras et la cuisse),
  - mésomélie (atteignent le milieu des membres soit une partie du bras et de l'avant-bras ou une partie de la cuisse et de la jambe),
  - acromélie (atteignant les extrémités des membres soit la jambe et l'avant bras),
  - micromélie (atteignant tout le membre) ;
- caractérisation qualitative des os :
  - raccourcissement,
  - déminéralisation,
  - fracture,
  - évasement des métaphyses,
  - courbure des os ;
- mesurer le thorax ;
- évaluation des pieds et des mains :
  - polydactylies,
  - syndactylies,
  - difformité ;
- évaluer le crâne :
  - dimension,
  - front proéminent,
  - crâne en trèfle,
  - hypertélorisme,
  - hypotélorisme ;
- division de la face ;
- évaluer la colonne vertébrale :
  - vertèbre aplatie,
  - déminéralisition,
  - hémi vertèbre,
  - division coronale,
  - désorganisation vertébrale ;
- évaluer les organes internes ;
- échocardiographie ;
- évaluer les mouvements fœtaux ;
- évaluer la quantité de liquide amniotique.

## Liste des maladies

### Organisation de l'information
La nomenclature utilisée est celle de 2001, la dernière en date. Cette liste est sous forme de tableaux. Chaque tableau définit un sous-groupe de maladies constitutionnelles.

Organisation de l'information :
- nom de la pathologie ;
- mode de transmission :
  - transmission autosomique dominante : Dominante,
  - transmission autosomique récessive: Récessive,
  - transmission dominante liée au chromosome X : Dominante à l'X,
  - transmission récessive liée au chromosome X : Récessive à l'X ;
- référence O.M.I.M ;
- numéro du chromosome impliqué et locus du gène impliqué ;
- nom du gène impliqué ;
- nom de la protéine déficitaire codée par le gène.

### Ostéochondrodysplasies
Les ostéochondrodysplasies constituent un groupe varié d’affections dans lesquelles la structure de l’os est par essence anormale, avec pour effet immédiat une perturbation de la croissance des sujets atteints.
Tronc et membres sont de dimensions anormales avec volontiers petite taille disproportionnée, définie comme une taille au-dessous du troisième percentile pour l’âge chronologique du sujet.
Certaines de ces dysplasies sont transmises génétiquement, d’autres surviennent de manière sporadique.
Le diagnostic de ces dysplasies osseuses peut être porté dans la majorité des cas par la clinique.
La petite taille, si présente est notée et les proportions du corps, tronc et membres aident au diagnostic.
Un accourcissement du membre prédominant au segment proximal (humérus, fémur) est dit, nous l’avions déjà vu en écho, rhizomélique, au segment moyen, mésomélique et à l’extrémité acromélique…
La région sur l’os même, la plus perturbée par la dysplasie contribue aussi à établir le diagnostic.
À titre d’exemple, la dysplasie épiphysaire multiple (DEM) touche les épiphyses, tandis que la métaphyse est surtout concernée dans les diverses formes de chondrodysplasie métaphysaire.
La présence ou non d’atteinte de la colonne vertébrale est aussi utile pour poser un diagnostic.
D’autres antécédents médicaux, tels que puberté précoce dans la dysplasie fibreuse, peuvent aider au diagnostic.
En outre, l’identification d’une dysplasie précise peut conduire au diagnostic et donc au traitement de problèmes médicaux associés.
À titre d’exemple, les sujets atteints de syndrome ongle-rotule sont menacés d’insuffisance rénale, à début volontiers insidieux et volontiers méconnu en l’absence du dépistage adéquat mis en œuvre en raison de l’association connue avec le syndrome (Guidera KJ, Satterwhite Y, Ogden JA et al., 1991).
La collaboration avec le généticien aide au diagnostic dans les cas difficiles.

### Achondroplasies
| Pathologie                                         | Transmission | O.M.I.M | Chromosome Locus | Gène  | Protéine codée par le gène |  |
| -------------------------------------------------- | ------------ | ------- | ---------------- | ----- | -------------------------- |  |
| Nanisme thanathophore Type I Type San Diego inclus | Dominante    | 187600  | 4 p16.3          | FGFR3 | Fibroblast Growth Factor 3 |  |
| Nanisme thanathophore Type II                      | Dominante    | 187601  | 4 p16.3          | FGFR3 | Fibroblast Growth Factor 3 |  |
| Achondroplasie                                     | Dominante    | 100800  | 4 p16.3          | FGFR3 | Fibroblast Growth Factor 3 |  |
| Hypochondroplasie                                  | Dominante    | 146000  | 4 p16.3          | FGFR3 | Fibroblast Growth Factor 3 |  |
| Hypochondroplasie                                  | Dominante    | 146000  | Autre            |       |                            |  |
| SADDAN                                             | Dominante    | 134934  | 4 p16.3          | FGFR3 | Fibroblast Growth Factor 3 |  |

### Spondylodysplasie sévère
| Pathologie                                             | Transmission | O.M.I.M.      | Chromosome Locus | Gène | Protéine codée par le gène |  |
| ------------------------------------------------------ | ------------ | ------------- | ---------------- | ---- | -------------------------- |  |
| Dysplasie platyspondilique Type Torrance & Type Lutton | SP           | 270230 151210 |                  |      |                            |  |
| Achondrogenèse IA                                      | Récessive    | 200600        |                  |      |                            |  |
| Opsismodysplasie                                       | Récessive    | 258480        |                  |      |                            |  |
| SMD Type Sedaghatian                                   | Récessive    | 250220        |                  |      |                            |  |

### Dysplasies métatropiques
| Pathologie                              | Transmission | O.M.I.M | Chromosome Locus | Gène | Protéine codée par le gène |
| --------------------------------------- | ------------ | ------- | ---------------- | ---- | -------------------------- |
| Fibrochondrogenèse                      | Récessive    | 228520  |                  |      |                            |
| Dysplasie de Schneckenbecken            | Récessive    | 269250  |                  |      |                            |
| Dysplasie métatropique Forme non létale | Dominante    | 156530  |                  |      |                            |

### Syndromes côtes courtes (avec ou sans polydactylie)
| Pathologie                                               | Transmission | O.M.I.M       | Chromosome Locus | Gène | Protéine codée par le gène |  |
| -------------------------------------------------------- | ------------ | ------------- | ---------------- | ---- | -------------------------- |  |
| Syndrome côtes courtes type I/III                        | Récessive    | 263530 263510 |                  |      |                            |  |
| Syndrome côtes courtes type II                           | Récessive    | 263520        |                  |      |                            |  |
| Syndrome côtes courtes type IV                           | Récessive    | 269860        |                  |      |                            |  |
| Dysplasie thoracique asphyxiante Syndrome de Jeune       | Récessive    | 208500        |                  |      |                            |  |
| Dysplasie chodroectodermale Syndrome d’Ellis-Van Creveld | Récessive    | 225500        | 4 p16            | EVC  | EVC                        |  |
| Dysplasie thoracolaryngopelvique                         | Dominante    | 187760        |                  |      |                            |  |

### Atelosteogenesis-Omodysplasie
| Pathologie                                           | Transmission | O.M.I.M | Chromosome Locus | Gène  | Protéine codée par le gène |  |
| ---------------------------------------------------- | ------------ | ------- | ---------------- | ----- | -------------------------- |  |
| Atélostéogenèse type I Dysplasie en boomerang inclus | SP           | 108720  | 3 p14.3          | FLNB  | Filamine B                 |  |
| Omodysplasie type I Maroteaux                        | Dominante    | 164745  |                  |       |                            |  |
| Omodysplasie type II Borochowitz                     | Récessive    | 258315  |                  |       |                            |  |
| Atélostéogenèse type III                             | Dominante    | 108721  | 3 p14.3          | FLNB  | Filamine B                 |  |
| Atélostéogenèse type 2 Maladie de La Chapelle        | Récessive    | 256050  | 5 q32-q33        | DTDST | Transporteur de sulfate    |  |

### Dysplasies diastrophiques
| Pathologie                               | Transmission | O.M.I.M | Chromosome Locus | Gène  | Protéine codée par le gène |
| ---------------------------------------- | ------------ | ------- | ---------------- | ----- | -------------------------- |
| Achondrogenèse IB                        | Récessive    | 600972  | 5 q32-q33        | DTDST | Transporteur de sulfate    |
| Dysplasie diastrophique                  | Récessive    | 222600  | 5 q32-q33        | DTDST | Transporteur de sulfate    |
| Dysplasie épiphysaire multiple récessive | Récessive    | 226900  | 5 q32-q33        | DTDST | Transporteur de sulfate    |

### Dysplasies dyssegmentaires
| Pathologie                                   | Transmission | O.M.I.M | Chromosome Locus | Gène  | Protéine codée par le gène |
| -------------------------------------------- | ------------ | ------- | ---------------- | ----- | -------------------------- |
| Dysplasie dyssegmentaire Silverman-Handmaker | Récessive    | 224410  | 1 p36.1          | HSPG2 | Perlecan                   |
| Dysplasie dyssegmentaire Rolland-Desbuquois  | Récessive    | 224400  |                  |       |                            |

### Collagénopathies type II
| Pathologie                                         | Transmission | O.M.I.M | Chromosome Locus | Gène   | Protéine codée par le gène |
| -------------------------------------------------- | ------------ | ------- | ---------------- | ------ | -------------------------- |
| Achondrogenèse Type II Type Torrance & Type Lutton | Dominante    | 200610  | 12 q13.1-q13.3   | COL2AI | Collagène Type II          |
| Hypochondrogénèse                                  | Dominante    | 200610  | 12 q13.1-q13.3   | COL2AI | Collagène Type II          |
| Dysplasie spondyloépiphysaire                      | Dominante    | 183900  | 12 q13.1-q13.3   | COL2AI | Collagène Type II          |
| Dysplasie spondyloépimétaphysaire Type Strudwick   | Dominante    | 184250  | 12 q13.1-q13.3   | COL2AI | Collagène Type II          |
| Dysplasie de Kniest                                | Dominante    | 156550  | 12 q13.1-q13.3   | COL2AI | Collagène Type II          |
| Dysplasie spondyloépiphysaire Type Namaqualand     | Dominante    |         | 12 q13.1-q13.3   | COL2AI | Collagène Type II          |
| Dysplasie spondyloépiphysaire avec brachydactylie  | 'Dominante   | 271700  | 12 q13.1-q13.3   | COL2AI | Collagène Type II          |
| Dysplasie spondyloépiphysaire avec arthrose        | Dominante    |         | 12 q13.1-q13.3   | COL2AI | Collagène Type II          |
| Dysplasie de Stickler                              | Dominante    | 108300  | 12 q13.1-q13.3   | COL2AI | Collagène Type II          |

### Collagénopathies type XI
| Pathologie                           | Transmission | O.M.I.M | Chromosome Locus | Gène    | Protéine codée par le gène |
| ------------------------------------ | ------------ | ------- | ---------------- | ------- | -------------------------- |
| Dysplasie de Stickler Type II        | Dominante    | 604841  |                  |         |                            |
| Dysplasie de Stickler Type III       | Dominante    | 184840  | 1 p21            | COL11AI | Collagène Type XI          |
| Syndrome de Marshall                 | Dominante    | 154780  | 1 p21            | COL11AI | Collagène Type XI          |
| Dysplasie otospondylomégaépiphysaire | Récessive    | 215150  | 6 p21.3          | COL11A2 | Collagène Type XI          |
| Dysplasie otospondylomégaépiphysaire | Récessive    | 215150  | 6 p21.3          | COL11A2 | Collagène Type XI          |

### Autres dysplasies spondyloépiphysaires
| Pathologie                                                                        | Transmission    | O.M.I.M | Chromosome Locus | Gène     | Protéine codée par le gène |
| --------------------------------------------------------------------------------- | --------------- | ------- | ---------------- | -------- | -------------------------- |
| Dysplasie spondyloépiphysaire Liée à l'X                                          | Dominante à l'X | 313400  | X p22.2-p22.1    | SEDL     | SEDLIN                     |
| Dysplasie spondyloépiphysaire Type Handigogu                                      | Dominante ?     |         |                  |          |                            |
| Arthropathie pseudorhumatoide progressive infantile                               | Récessive       | 208230  | 6 q22-q23        | WISP3    |                            |
| Syndrome de Dyggve-Melchior-Clausen                                               | Récessive       | 223800  |                  |          |                            |
| Syndrome de Wolcott-Rallison                                                      | Récessive       | 226980  | 2 p12            | EIF2AK3  | Facteur de transcription   |
| Dysplasie immuno osseuse de Schimke                                               | Récessive       | 242900  | 2 q34-36         | SMARCAL1 |                            |
| Syndrome de Schwartz-Jampel                                                       | Récessive       | 255800  | 1 q36-34         | PLC      | Perlecan                   |
| Dysplasie spondylo-épimétaphysaire                                                | Récessive       | 271640  |                  |          |                            |
| Dysplasie spondylo-épimétaphysaire Dislocations multiples                         |                 |         |                  |          |                            |
| Dysplasie spondylo-épimétaphysaire SPONASTRIME                                    | Récessive       | 271510  |                  |          |                            |
| Dysplasie spondylo-épimétaphysaire Type membres courts-anomalies de calcification | Récessive       | 271665  |                  |          |                            |
| Dysplasie spondylo-épimétaphysaire Type Pakistani                                 | Récessive       | 603005  | 10 q23-24        | PAPSS2   | PAPSS2                     |
| Dysplasie anauxétique                                                             | Récessive       |         |                  |          |                            |

### Dysplasies épiphysaires multiples & Pseudochondroplasies
| Pathologie                      | Transmission | O.M.I.M | Chromosome Locus | Gène   | Protéine codée par le gène |
| ------------------------------- | ------------ | ------- | ---------------- | ------ | -------------------------- |
| Pseudo achondroplasie           | Dominante    | 177170  | 19 p12-p13.1     | COMP   | COMP                       |
| Dysplasie épiphysaire multiple  | Dominante    | 132400  | 19 p13.1         | COMP   | COMP                       |
| Dysplasie épiphysaire multiple  | Dominante    | 600204  | 1 p32.2-33       | COL9A2 | Collagène Type IX          |
| Dysplasie épiphysaire multiple  | Dominante    | 600969  | 20 q13.3         | COL9A3 | Collagène Type IX          |
| Dysplasie épiphysaire multiple  | Dominante    |         | 2 p23-24         | MATN3  | Matrilline 3               |
| Dysplasie de hanche Type Beukes | Dominante    | 142669  | 4 q35            |        |                            |

### Chondrodysplasies ponctuées
| Pathologie                                                          | Transmission    | O.M.I.M       | Chromosome Locus | Gène  | Protéine codée par le gène |
| ------------------------------------------------------------------- | --------------- | ------------- | ---------------- | ----- | -------------------------- |
| Chondrodysplasie ponctuée type rhizomélique Type 1                  | Récessive       | 215100        | 6 q22-q24        | PEX7  | SEDLIN                     |
| Chondrodysplasie ponctuée type rhizomélique Type 2                  | Récessive       | 222765        | 1 q42            | DHPAT |                            |
| Chondrodysplasie ponctuée type rhizomélique Type 3                  | Récessive       | 600121        | 2 q31            | AGPS  |                            |
| Chondrodysplasie ponctuée Type Conradi-Hünerman                     | Dominante à l'X | 302960        | X p22.3          | ARSE  |                            |
| Chondrodysplasie ponctuée non rhizomélique liée à l'X               | Récessive à l'X | 302940 302950 | X                |       |                            |
| Chondrodysplasie ponctuée non rhizomélique Type tibio-métacarpienne | Dominante       | 118651        |                  |       |                            |
| Syndrome CHILD                                                      | Dominante à l'X | 308050        | X p11            | NSDHL |                            |
| Syndrome CHILD                                                      | Dominante à l'X | 308050        | X q28            | NSDHL |                            |
| Dysplasie létale type Greenberg                                     | Récessive       | 215140        | 1 q42.1          | LBR   | Récepteur Lamine B         |
| Dysplasie diaphysaire ponstuée                                      | Récessive       |               |                  |       |                            |

### Dysplasies métaphysaires
| Pathologie                                                            | Transmission | O.M.I.M | Chromosome Locus | Gène    | Protéine codée par le gène |  |
| --------------------------------------------------------------------- | ------------ | ------- | ---------------- | ------- | -------------------------- |  |
| Chondrodysplasie métaphysaire Type Jansen                             | Récessive    | 156400  | 3 p22-p21.1      | PTHR1   | PTHR/PTHRP                 |  |
| Chondrodysplasie métaphysaire Type Schmid                             | Dominante    | 156500  | 6 q21-q22.3      | COL10A1 | Collagène de Type X        |  |
| Chondrodysplasie métaphysaire Type McKusick Cartilage-Hair-Hypoplasia | Récessive    | 250250  | 9 p21-p12        | RMRP    |                            |  |
| Syndrome de Shwachman-Diamond                                         | Récessive    | 260400  |                  |         |                            |  |
| Anadysplasie metaphysaire                                             | Dominante    | 309645  |                  |         |                            |  |
| Déficit en adénosine déaminase                                        | Récessive    | 102700  | 20 q13.11        | ADA     | Adénosine déaminase        |  |
| Metaphysaire chondrodysplasie Type Spahr                              | Récessive    | 250400  |                  |         |                            |  |
| Acro-scypho-dysplasie métaphysaire                                    | Récessive    | 250215  |                  |         |                            |  |

### Dysplasies spondylométaphysaires
| Pathologie                                                                      | Transmission | O.M.I.M | Chromosome Locus | Gène | Protéine codée par le gène |
| ------------------------------------------------------------------------------- | ------------ | ------- | ---------------- | ---- | -------------------------- |
| Dysplasie spondylométaphysaire Type Kozlowski                                   | Dominante    | 184252  |                  |      |                            |
| Dysplasie spondylométaphysaire Type Sutcliffe Type 'corner fracture'            | Dominante    | 184255  |                  |      |                            |
| Dysplasie spondylométaphysaire avec genu valgum sévère Type Algérien et Schmidt | Dominante    | 184253  |                  |      |                            |

### Brachyolmia spondylodysplasias
| Pathologie                             | Transmission | O.M.I.M       | Chromosome Locus | Gène | Protéine codée par le gène |  |
| -------------------------------------- | ------------ | ------------- | ---------------- | ---- | -------------------------- |  |
| Brachyolmie Type Hobaek et type Toledo | Récessive    | 271530 271630 |                  |      |                            |  |
| Brachyolmie Type Maroteaux             | Récessive    |               |                  |      |                            |  |
| Brachyolmie Type autosomal dominant    | Dominante    | 113500        |                  |      |                            |  |

### Dysplasies mésoméliques
| Pathologie                                  | Transmission | O.M.I.M | Chromosome Locus | Gène | Protéine codée par le gène |
| ------------------------------------------- | ------------ | ------- | ---------------- | ---- | -------------------------- |
| Dyschondrostéose                            | Dominante    | 127300  | X p22-32         | SHOX |                            |
| Nanisme mesomelique Type Langer             | Récessive    | 249700  | X p22-32         | SHOX |                            |
| Nanisme mesomelique Type Nieverglet         | Dominante    | 163400  |                  |      |                            |
| Nanisme mesomelique Type Kozlowsli-Reardon  | Récessive    |         |                  |      |                            |
| Nanisme mesomelique Type Reinhardt Pfeiffer | Dominante    | 191400  |                  |      |                            |
| Nanisme mesomelique Type Werner             | Dominante    | 188770  |                  |      |                            |
| Nanisme mésomélique Type Robinow dominante  | Dominante    | 180700  |                  |      |                            |
| Nanisme mésomélique Type Robinow récessive  | Récessive    | 268310  | 9 q22            | ROR2 | NTRKR2                     |
| Mesomelie synostoses                        | Dominante    | 600383  |                  |      |                            |
| Dysplasie mesomelique Type Kantaputra       | Dominante    | 156232  | 2 q24-q32        |      |                            |
| Dysplasie mesomelique Type Verloes          | Dominante    | 600383  |                  |      |                            |
| Dysplasie mesomelique Type Savariryan       |              |         |                  |      |                            |

### Dysplasies acroméliques
| Pathologie                                             | Transmission | O.M.I.M       | Chromosome Locus | Gène       | Protéine codée par le gène |
| ------------------------------------------------------ | ------------ | ------------- | ---------------- | ---------- | -------------------------- |
| Dysplasie acromicrique                                 | Dominante    | 102370        |                  |            |                            |
| Nanisme geleophysique                                  | Récessive    | 231050        |                  |            |                            |
| Nanisme mesomelique Type Nieverglet                    | Dominante    | 163400        |                  |            |                            |
| Nanisme mesomelique Type Kozlowsli-Reardon             | Récessive    |               |                  |            |                            |
| Syndrome de Myhre                                      |              | 139210        |                  |            |                            |
| Nanisme mesomelique Type Werner                        | Dominante    | 188770        |                  |            |                            |
| Syndrome de Weill Marchesani                           | Récessive    | 277600        |                  |            |                            |
| Syndrome Tricho-rhino-phalangien type 1                | Dominante    | 190350 190351 | 8 q24.12         | TRPS1      |                            |
| Syndrome Tricho-rhino-phalangien type 2 Langer-Giedion | Dominante    | 150230        | 8 q24.11-q24.13  | TRPS1-EXT1 |                            |
| Brachydactylie type A1                                 | Dominante    | 112500        | 2 q35-36         | IHH        |                            |
| Brachydactylie type A2                                 | Dominante    | 112600        |                  |            |                            |
| Brachydactylie type A3                                 |              | 112700        |                  |            |                            |
| Brachydactylie type B                                  | Dominante    | 113000        | 9 q22            |            | ROR2                       |
| Brachydactylie type C                                  | Dominante    | 113100        | 20 q11.2         | GDF5       |                            |
| Brachydactylie type D                                  |              | 113200        |                  |            |                            |
| Brachydactylie type E                                  | Dominante    | 113300        | 2 q37            |            |                            |
| Ostéodystrophie héréditaire d'Albright                 | Dominante    | 103580        | 20 q13           | GNAS1      |                            |
| Acrodysostose                                          | Dominante    | 101800        |                  |            |                            |
| Syndrome conorenal                                     | Récessive    | 266920        |                  |            |                            |
| Brachydactylie hypertension arterielle                 | Dominante    | 112410        | 12 p12.2-p11.2   | CACP       |                            |
| Dysplasie craniofacial                                 | Dominante    |               |                  |            |                            |
| Dysplasie épiphysaire avec phalange en ange            | Dominante    | 105835        |                  |            |                            |
| Pericardite arthrite camptodactylie                    | Récessive    | 208250        | 1 q25-31         |            |                            |
| Brachydactylie preaxiale hallux varus                  | Dominante    | 112450        |                  |            |                            |

### Dysplasies acromésoméliques
| Pathologie                                          | Transmission | O.M.I.M | Chromosome Locus | Gène  | Protéine codée par le gène |  |
| --------------------------------------------------- | ------------ | ------- | ---------------- | ----- | -------------------------- |  |
| Dysplasie acromésomélique Type Maroteaux            | Récessive    | 602875  | 12 p12.2-p11.2   | CACP  |                            |  |
| Dysplasie acromésomélique Type Campailla-Martinelli | Récessive    |         |                  |       |                            |  |
| Dysplasie acromésomélique Type Ferraz/Ohba          | Dominante    |         |                  |       |                            |  |
| Dysplasie acromésomélique Type Osebold Remondini    | Dominante    | 112910  |                  |       |                            |  |
| Dysplasie de Grebe                                  | Récessive    | 200700  | 20 q11.2         | CDMP1 |                            |  |
| Dysplasie cranioectodermale                         | Récessive    | 218330  |                  |       |                            |  |

### Dysplasies avec predominant membranous bone involvement
| Pathologie                 | Transmission | O.M.I.M | Chromosome Locus | Gène  | Protéine codée par le gène |  |
| -------------------------- | ------------ | ------- | ---------------- | ----- | -------------------------- |  |
| Dysplasie cleido cranienne | Dominante    | 119600  | 6 p21            | CBFA1 |                            |  |
| Syndrome de Yunis-Varon    | Récessive    | 216340  |                  |       |                            |  |
| Foramen pariétal           | Récessive    | 168500  | 11 q11.2         | ALX4  |                            |  |
| Foramen pariétal           | Récessive    | 168500  | 5 q34-q35        | MSX2  |                            |  |

### Dysplasies avec os courbes
| Pathologie                   | Transmission | O.M.I.M | Chromosome Locus | Gène | Protéine codée par le gène |
| ---------------------------- | ------------ | ------- | ---------------- | ---- | -------------------------- |
| Dysplasie campomélique       | Dominante    | 114290  | 17 q24.3-q25.1   | SOX9 | SRY-box 9                  |
| Syndrome de Cumming          | Récessive    | 211890  |                  |      |                            |
| Dysplasie de Stüve-Wiedemann | Récessive    | 601559  | 5 p13.1          | LIFR |                            |

### Dysplasies avec dislocations osseuses
| Pathologie                    | Transmission | O.M.I.M | Chromosome Locus | Gène | Protéine codée par le gène |
| ----------------------------- | ------------ | ------- | ---------------- | ---- | -------------------------- |
| Syndrome de Larsen            | Dominante    | 155250  | 3 p21.1-p14.1    |      |                            |
| Syndrome like-Larsen          | Récessive    | 245600  |                  |      |                            |
| Dysplasie de Desbuquois       | Récessive    | 251450  |                  |      |                            |
| Dysplasie pseudodiastrophique | Récessive    | 264180  |                  |      |                            |

### Groupes des dysostoses multiples
| Pathologie                                   | Transmission | O.M.I.M | Chromosome Locus | Gène  | Protéine codée par le gène |
| -------------------------------------------- | ------------ | ------- | ---------------- | ----- | -------------------------- |
| Mucopolysaccharidose type 1H                 | Récessive    | 252800  | 4 p16.3          | IDA   |                            |
| Mucopolysaccharidose type 1S                 | Récessive    | 252800  | 4 p16.3          | IDA   |                            |
| Mucopolysaccharidose type 2                  |              | 309900  | X q27.3-q28      | IDS   |                            |
| Mucopolysaccharidose type 3A                 | Récessive    | 252900  | 17 q25.3         | HSS   |                            |
| Mucopolysaccharidose type 3B                 | Récessive    | 252920  | 17 q21           |       |                            |
| Mucopolysaccharidose type 3C                 | Récessive    | 252930  |                  |       |                            |
| Mucopolysaccharidose type 3D                 | Récessive    | 252940  |                  |       |                            |
| Mucopolysaccharidose type 4A                 | Récessive    | 230500  | 16 q24.3         | GALNS |                            |
| Mucopolysaccharidose type 4B                 | Récessive    | 230500  | 3 p21.33         | GLBI  |                            |
| Mucopolysaccharidose type 6                  | Récessive    | 253200  | 5 q13.3          | ARSB  |                            |
| Mucopolysaccharidose type 7                  | Récessive    | 253200  | 7 q21.11         | GUSB  |                            |
| Fucosidose                                   | Récessive    | 230000  | 1 p34            | FUCA  |                            |
| Alpha-mannosidose                            | Récessive    | 248500  | 19 p13.2-q12     | MAN   |                            |
| Bêta-mannosidose                             | Récessive    | 248510  | 4                | MANB  |                            |
| Aspartylglucosaminurie                       | Récessive    | 208400  | 4 q23-q27        | AgA   |                            |
| Gangliosidose à GM1                          | Récessive    | 230500  | 3 p21-p14.2      | GLB1  |                            |
| Sialidose types 1 et 2                       | Récessive    | 256550  | 6 p21.3          | NEU   |                            |
| Maladie de Surcharge en acide sialique libre | Récessive    | 269920  | 6 q14-q15        |       |                            |
| Galactosialidose                             | Récessive    | 256540  | 20 q13.1         | PPGB  |                            |
| Mucosulfatidose                              | Récessive    | 272200  |                  |       |                            |
| Mucolipidose type 2                          | Récessive    | 252500  | 4 q21-23         | GNPTA |                            |
| Mucolipidose type 3                          | Récessive    | 252600  | 4 q21-23         | GNPTA |                            |

### Ostéochondrodysplasies avec hypotrophie et os graciles
| Pathologie                                                  | Transmission | O.M.I.M | Chromosome Locus | Gène | Protéine codée par le gène |
| ----------------------------------------------------------- | ------------ | ------- | ---------------- | ---- | -------------------------- |
| Nanisme microcephalique osteodysplastique primordial type 1 | Récessive    | 210710  |                  |      |                            |
| Nanisme microcephalique osteodysplastique primordial type 2 | Récessive    | 210720  |                  |      |                            |
| Nanisme microcephalique osteodysplastique                   | Récessive    | 210730  |                  |      |                            |
| Syndrome 3M                                                 | Récessive    | 273350  |                  |      |                            |

### Ostéochondrodysplasies avec diminution de la densité osseuse
| Pathologie                                                     | Transmission | O.M.I.M       | Chromosome Locus   | Gène          | Protéine codée par le gène                   |
| -------------------------------------------------------------- | ------------ | ------------- | ------------------ | ------------- | -------------------------------------------- |
| Ostéogenèse imparfaite type I (Dent normale)                   | Dominante    | 166200        | 17 q21-q22         | COL1A1        | Collagène de type I                          |
| Ostéogenèse imparfaite type I (Dent normale)                   |              | 166200        | 7 q22.1            | COL1A2        | Collagène de type I                          |
| Ostéogenèse imparfaite type I (Dent opalescente)               | Dominante    | 166240        | 7 q22.1            | COL1A2        | Collagène de type I                          |
| Ostéogenèse imparfaite type II                                 | Dominante    | 166210 259400 | 7 q22.1 17 q21-q22 | COL1A2 COL1A1 | Collagène de type I                          |
| Ostéogenèse imparfaite type III                                | Dominante    | 259420        | 7 q22.117 q21-q22  | COL1A2 COL1A1 | Collagène de type I                          |
| Ostéogenèse imparfaite type III                                | Récessive    | 259420        | 7 q22.1            | COL1A2        | Collagène de type I                          |
| Ostéogenèse imparfaite type IV (Dent normale)                  | Dominante    | 166220        | 7 q22.1 17q        | COL1A2 COL1A1 | Collagène de type I                          |
| Ostéogenèse imparfaite type IV (Dent opalescente)              | Dominante    | 166220        | 7 q22.1 17q        | COL1A2 COL1A1 | Collagène de type I                          |
| Ostéogenèse imparfaite type V                                  | Dominante    | 166220        | 17 17q             | COL1A1        |                                              |
| Ostéogenèse imparfaite type VI                                 |              |               |                    |               |                                              |
| Dysplasie de Cole-Carpenter                                    | SP           | 112240        |                    |               |                                              |
| Dysplasie de Bruck type I                                      | Récessive    | 259450        | 17 p12             | TLH1          |                                              |
| Dysplasie de Bruck type II                                     |              |               |                    |               |                                              |
| Dysplasie de singleton-Merton                                  | Récessive    |               |                    |               |                                              |
| Ostéogenèse imparfaite avec lésions inhabituelles du squelette | Dominante    | 166260        |                    |               |                                              |
| Syndrome Ostéoporose pseudogliome                              | Récessive    | 259770        | 11 q12-q13         |               | Récepteur des lipoprotéines de basse densité |
| Gérodermie osteodysplastique                                   | Récessive    | 231070        |                    |               |                                              |
| Ostéoporose idiopathique juvénile                              | SP           | 259750        |                    |               |                                              |

### Dysplasies par défaut de minéralisation
| Pathologie                                                                    | Transmission              | O.M.I.M | Chromosome Locus       | Gène  | Protéine codée par le gène  |  |
| ----------------------------------------------------------------------------- | ------------------------- | ------- | ---------------------- | ----- | --------------------------- |  |
| Hypophosphatasie Forme néonatale et infantile                                 | Récessive                 | 241500  | 1 p36.1-p34            | ALPL  | Phosphatase alcaline        |  |
| Hypophosphatasie Forme adulte                                                 | Dominante                 | 146300  | 1 p36.1-p34            | ALPL  | Phosphatase alcaline        |  |
| Rachitisme vitamino-résistant                                                 | Dominante à l'X Dominante | 307800  | X p22.2-p22.1 12 p13.3 | FGF23 | Fibroblast growth factor 23 |  |
| Hyperparathyroïdisme néonatal                                                 | Récessive                 | 239200  | 3 q21-q24              | CASR  | Récepteur calcique          |  |
| Hyperparathyroïdisme néonatal transitoire avec hypercalcémie et hypocalciurie | Récessive                 | 145980  | 3 q21-q24              | CASR  | Récepteur calcique          |  |

### Dysplasies avec augmentation de la densité osseuse sans modification de la forme de l'os
| Pathologie                                                              | Transmission    | O.M.I.M | Chromosome Locus      | Gène         | Protéine codée par le gène |
| ----------------------------------------------------------------------- | --------------- | ------- | --------------------- | ------------ | -------------------------- |
| Ostéopétrose récessive maligne                                          | Récessive       | 259700  | 16 q13 11 q13.4-q13.5 | TC1RG1 CLCN7 |                            |
| Ostéopétrose avec dystrophie neuroaxonale                               | Récessive ?     | 600329  |                       |              |                            |
| Ostéopétrose autosomique dominante de type 2 Maladie d'Albers-Schonberg | Dominante       | 166600  | 1 p21                 |              |                            |
| Ostéopétrose autosomique dominante                                      | Dominante       | 166600  | 16 p13.3              |              |                            |
| Ostéopétrose forme moyenne                                              | Récessive       | 259710  |                       |              |                            |
| Ostéopétrose avec dysplasie ectodermique                                | XL              | 300301  | X q28                 | IKBKG        |                            |
| Dysosteosclerose                                                        | Récessive       | 224300  |                       |              |                            |
| Osteomesopycnose                                                        | Dominante       | 166450  |                       |              |                            |
| Syndrome de Netherton                                                   | Récessive       | 256500  |                       | SPINK5       |                            |
| Pycnodysostose                                                          | Récessive       | 265800  | 1 q21                 | CTSK         |                            |
| Osteosclerose type Stanescu                                             | Dominante       | 122900  |                       |              |                            |
| Ostéopathie striée                                                      | SP              |         |                       |              |                            |
| Ostéopathie striée sclérose cranienne                                   | Dominante à l'X | 166500  |                       |              |                            |
| Melorhéostose                                                           | SP              | 155950  |                       |              |                            |
| Ostéopoécilie                                                           | Dominante       | 166700  |                       |              |                            |
| Mixed sclerosing bone dysplasia                                         |                 |         |                       |              |                            |

### Dysplasies avec augmentation de la densité osseuse avec participation diaphysaire
| Pathologie                                                                              | Transmission | O.M.I.M              | Chromosome Locus | Gène  | Protéine codée par le gène |
| --------------------------------------------------------------------------------------- | ------------ | -------------------- | ---------------- | ----- | -------------------------- |
| Dysplasie diaphysaire progressive                                                       | Dominante    | 131300               | 19 q13.1-13.3    | TGFB1 |                            |
| Dysplasie diaphysaire anemie                                                            | Récessive    | 231095               |                  |       |                            |
| Dysplasie cranio diaphysaire                                                            | Récessive?   | 218300 122860 151050 |                  |       |                            |
| Nanisme type Lenz Majewski                                                              |              |                      |                  |       |                            |
| Maladie de Van Buchem                                                                   | Récessive    | 239100               | 17 q21-q21       |       |                            |
| Sclérostéose                                                                            | Récessive    | 269500               | 17 q21-q21       | SOST  |                            |
| Hyperostose endosteale type Worth                                                       | Dominante    | 144750               |                  |       |                            |
| Hypoplasie cérebelleuse avec hyperostose endosteale                                     | Récessive    | 213002               |                  |       |                            |
| Syndrome de Kenny Caffey Type I                                                         | Récessive    | 244460               | 1 q42-q43        |       |                            |
| Syndrome de Kenny Caffey Type II                                                        | Dominante    | 127000               |                  |       |                            |
| Hyperostose corticale déformante juvénile Forme juvénile de la maladie osseuse de Paget | Récessive    | 239000               |                  |       |                            |
| Sténose médullaire diaphysaire avec cancer osseux                                       | Dominante    | 112250               | 9 p21-22         |       |                            |
| Dyplasie oculo dento digitale Type récessive                                            | Récessive    | 258850               |                  |       |                            |
| Dyplasie oculo dento digitale Type dominante                                            | Dominante    | 164200               | 6 q22-23         |       |                            |
| Syndrome tricho dento osseux Type 1                                                     | Dominante    | 160320               | 17 q21           | DLX3  |                            |

### Dysplasies avec augmentation de la densité osseuse avec participation métaphysaire
| Pathologie                                 | Transmission | O.M.I.M | Chromosome Locus | Gène | Protéine codée par le gène |
| ------------------------------------------ | ------------ | ------- | ---------------- | ---- | -------------------------- |
| Dysplasie de Pyle                          | Récessive    | 269500  | 17 q12-q21       | SOST | Sclérostine                |
| Dysplasie craniométaphysaire Forme sévère  | Récessive    | 218400  | 6 q21-q22        |      |                            |
| Dysplasie craniométaphysaire Forme moyenne | Dominante    | 123000  | 5 p15.2-p14.2    | ANKH | Pyrophosphate              |

### Dysplasies cranio-digitale
| Pathologie                          | Transmission    | O.M.I.M | Chromosome Locus | Gène | Protéine codée par le gène |  |
| ----------------------------------- | --------------- | ------- | ---------------- | ---- | -------------------------- |  |
| Dysplasie frontométaphysaire        | Récessive à l'X |         |                  |      |                            |  |
| Syndrome de Melnick-Needles         | Dominante à l'X |         |                  |      |                            |  |
| Syndrome de Ter Haar                | Récessive       |         |                  |      |                            |  |
| Syndrome oto-palato-digital type I  | Dominante à l'X |         | X q28            |      |                            |  |
| Syndrome oto-palato-digital type II | Récessive à l'X |         |                  |      |                            |  |

### Dysplasies ostéosclérotique néo natale sévère
| Pathologie                  | Transmission            | O.M.I.M | Chromosome Locus | Gène  | Protéine codée par le gène |
| --------------------------- | ----------------------- | ------- | ---------------- | ----- | -------------------------- |
| Dysplasie de Blomstrand     | Récessive               | 215045  | 3 p22-p22.1      | PTHR1 | PTH-PTH-RP                 |
| Syndrome de Raine           | Récessive               | 259775  |                  |       |                            |
| Maladie de Caffey           | Dominante ? Récessive ? | 114000  |                  |       |                            |
| Dysplasie de Astley-Kendall | Récessive               |         |                  |       |                            |

### Dysplasies par désorganisation cartilagineuse et conjonctive du squelette
| Pathologie                                                      | Transmission | O.M.I.M | Chromosome Locus | Gène   | Protéine codée par le gène |
| --------------------------------------------------------------- | ------------ | ------- | ---------------- | ------ | -------------------------- |
| Dysplasie epiphysaire hemimelique                               | SP           | 127800  |                  |        |                            |
| Maladie des exostoses multiples Type 1                          | Dominante    | 133700  | 8 q23.1-q24.1    | EXT1   |                            |
| Maladie des exostoses multiples Type 2                          | Dominante    | 133701  | 11 p12-p11       | EXT2   |                            |
| Maladie des exostoses multiples Type 3                          | Dominante    | 600209  | 9 p19            |        |                            |
| Enchondromatose Type Ollier                                     | SP           | 166000  |                  |        |                            |
| Enchondromatose Type Maffucci                                   | SP           | 166000  |                  |        |                            |
| Dysplasie spondylo enchondrale                                  | Récessive    | 271550  |                  |        |                            |
| Dysplasie spondylo enchondrale avec calcification ganglionnaire | Récessive    |         |                  |        |                            |
| Dysplasie spondylo enchondrale                                  |              |         |                  |        |                            |
| Nanisme ostéoglophonique                                        | Dominante    | 166250  |                  |        |                            |
| Génochondromatose                                               | Dominante    | 166000  |                  |        |                            |
| Osteochondromatose carpotarsienne                               | Dominante    | 112250  | 9 p21-22         |        |                            |
| Syndrome de McCune-Albright                                     | SP           | 174800  |                  |        |                            |
| Fibromatose multiple non ossifiante Type dominante              | Dominante    | 135100  | 4 q27-31         |        |                            |
| Chérubinisme                                                    | Dominante    | 118400  | 4 p16            | SH3BP2 |                            |
| Chérubinisme avec fibromatose gingivale                         | Récessive    | 135300  |                  |        |                            |

### Ostéolyses

#### Pieds et mains
| Pathologie                                | Transmission | O.M.I.M       | Chromosome Locus | Gène | Protéine codée par le gène |
| ----------------------------------------- | ------------ | ------------- | ---------------- | ---- | -------------------------- |
| Osteolyse anomalies faciales nephropathie | Dominante    | 166300        |                  |      |                            |
| Maladie de Winchester                     | Récessive    | 277950        |                  |      |                            |
| Osteolyse carpo tarsienne recessive       | Récessive    | 259600-605156 | 9 q12-21         | MMP2 | MMP2                       |

#### Phalanges distales
| Pathologie                              | Transmission | O.M.I.M | Chromosome Locus | Gène | Protéine codée par le gène |
| --------------------------------------- | ------------ | ------- | ---------------- | ---- | -------------------------- |
| Acro osteolyse Syndrome de Hajdu Cheney | Dominante    | 102500  |                  |      |                            |
| Dysplasie mandibuloacrale               | Récessive    | 248370  |                  |      |                            |

#### Métaphysaires et épiphysaires
| Pathologie                       | Transmission | O.M.I.M | Chromosome Locus | Gène      | Protéine codée par le gène |
| -------------------------------- | ------------ | ------- | ---------------- | --------- | -------------------------- |
| Dysplasie ostéolique héréditaire | Dominante    | 174810  | 16 q21.1-q22     | TNFRSF11A | RANK                       |
| Fibromatose hyaline juvénile     | Récessive    | 228600  |                  |           |                            |

### Dysplasies patellaires
| Pathologie                                  | Transmission | O.M.I.M | Chromosome Locus | Gène  | Protéine codée par le gène |  |
| ------------------------------------------- | ------------ | ------- | ---------------- | ----- | -------------------------- |  |
| Syndrome Nail-Patella Syndrome ongle rotule | Dominante    | 161200  | 9 q34.1          | LMX1B |                            |  |
| Hypoplasie rotulienne                       | Dominante    |         | 17 q21-q22       |       |                            |  |
| Syndrome Coxo podo patellaire               | Dominante    | 147891  |                  |       |                            |  |
| Syndrome genito-patellaire                  | Récessive ?  | 606170  |                  |       |                            |  |
| Syndrome petite taille petite oreille       | Récessive    | 224690  |                  |       |                            |  |

### Dysostoses

#### Anomalies prédominantes du crâne et de la face
| Pathologie                                    | Transmission    | O.M.I.M | Chromosome Locus | Gène   | Protéine codée par le gène |  |
| --------------------------------------------- | --------------- | ------- | ---------------- | ------ | -------------------------- |  |
| Syndrome d'Apert                              | Dominante       | 101200  | 10 q25-26        | FGPR2  |                            |  |
| Syndrome de Pfeiffer                          | Dominante       | 101600  | 10 q25-26        | FGPR2  |                            |  |
| Syndrome de Pfeiffer                          | Dominante       | 101600  | 8 p12-11         | FGPR1  |                            |  |
| Syndrome de Crouzon                           | Dominante       | 123500  | 10 q26           | FGPR2  |                            |  |
| Syndrome de Crouzon avec acanthosis nigritans | Dominante       |         | 4 p16.3          | FGPR3  |                            |  |
| Syndrome de Jackson-Weiss                     | Dominante       | 123150  | 10 q25-q26       | FGPR2  |                            |  |
| Syndrome de Jackson-Weiss                     | Dominante       | 123150  | 8 p11            | FGPR1  |                            |  |
| Syndrome de Saethre-Chotzen                   | Dominante       | 101400  | 7 p21            | TWIST  |                            |  |
| Craniosynostose Type Muenke                   | Dominante       | 602849  | 4 p16.3          | FGFR3  |                            |  |
| Craniosynostose Type Boston                   | Dominante       | 604757  | 5 q34            | MSX2   |                            |  |
| Craniosynostose Type Adélaide                 | Dominante       | 600593  | 4 p16            |        |                            |  |
| Craniosynostose avec polydactylie             | Récessive       | 201000  | 7 p21            |        |                            |  |
| Syndrome d'Antley-Bixler                      | Dominante       | 207410  | 10 q26           | FGFR2  |                            |  |
| Craniosynostose Avec cutis gyrata             | Dominante       | 123790  | 10 q26           | FGFR2  |                            |  |
| Syndrome Oro-facio-digital type 1             | Récessive à l'X | 311200  | X p22.3          | CXORF5 |                            |  |
| Syndrome de Greig                             | Dominante       | 175700  | 7 p13            | GLI3   |                            |  |
| Dysplasie cranio-fronto-nasale                | Dominante à l'X | 304110  | X p22            |        |                            |  |
| Syndrome de Treacher Collins                  | Dominante       | 154500  | 5 q32            |        |                            |  |

#### Anomalies prédominantes de l'axe squelettique
| Pathologie                         | Transmission | O.M.I.M | Chromosome Locus | Gène | Protéine codée par le gène |
| ---------------------------------- | ------------ | ------- | ---------------- | ---- | -------------------------- |
| Dysostose spondylocostale          | Récessive    | 277300  | 9 q13            |      |                            |
| Dysostose spondylocostale          | Dominante    | 277300  | 9 q13            |      |                            |
| Syndrome de Robinow                | Récessive    | 180700  | 9 q22            |      |                            |
| Acro faciale dysostose type Weyers | Dominante    | 193530  | 4 p16            |      |                            |

#### Anomalies prédominantes des extrémités
| Pathologie                                          | Transmission    | O.M.I.M | Chromosome Locus | Gène | Protéine codée par le gène |  |
| --------------------------------------------------- | --------------- | ------- | ---------------- | ---- | -------------------------- |  |
| Ectrodactylie non syndromique Mains et pieds fendus | Dominante       | 600095  | 10 p16           |      |                            |  |
| Ectrodactylie non syndromique Mains et pieds fendus | Dominante       | 605289  | 3 q27            |      |                            |  |
| Ectrodactylie non syndromique Avec surdité          | Dominante       | 183600  | 7 q21.3-q22.1    | EXT2 |                            |  |
| Ectrodactylie non syndromique Liée à l'X            | Dominante à l'X | 313350  | X q26            |      |                            |  |
| Syndrome EEC                                        | Dominante       | 129900  | 7 q11.2-q12.3    |      |                            |  |
| Synphalangisme                                      | Dominante       | 285800  | 17 q22           |      |                            |  |
| Syndrome de Rubinstein-Taybi                        | Dominante       | 180849  | 19 q13           |      |                            |  |
| Syndrome de Coffin-Siris                            | Récessive       | 135900  | 1 q21            |      |                            |  |
| Syndrome de Coffin-Siris                            | Récessive       | 135900  | 7 q34            |      |                            |  |
| Anémie de Fanconi Type A                            | Récessive       | 227650  | 16 q24.3         |      |                            |  |
| Anémie de Fanconi Type C                            | Récessive       | 227650  | 9 q22.3          |      |                            |  |
| Anémie de Fanconi Type D                            | Récessive       | 227650  | 3 p22.6          |      |                            |  |
| Anémie de Fanconi Type E                            | Récessive       | 227650  | 6 p21-p22        |      |                            |  |
| Anémie de Fanconi Type F                            | Récessive       | 227650  | 11 p15           |      |                            |  |
| Anémie de Fanconi Type G                            | Récessive       | 227650  | 9 p13            |      |                            |  |
| Synostoses multiples - brachydactylie               | Dominante       | 186500  | 17 q21-22        |      |                            |  |
| Syndrome main pied utérus                           | Dominante       | 140000  | 7 p15            |      |                            |  |

## Autres maladies non ordonnées
- hémimélie (en): malformation génétique où le péroné est manquant[3],[4].

## Sources
- International Nosology and Classification of Constitutional Disorders of Bone (2001) American Journal of Medical Genetics 113:65–77 (2002)

1. ↑  (Rimoin DL, Cohn D, Krakow D, Wilcox W, Lachman RS and Alanay Y., Nov 2007)
2. ↑  (Superti-Furga A and Unger S., Jan 2007)
3. ↑  Hémimélie sur le dictionnaire Larousse
4. ↑  SOFCOT cahiers d'enseignement Section Malformations congénitales des membres inférieurs chercher Aplasies et hypoplasies du péroné. Hémimélie fibulaire